# Super Video Graphics Array

SVGA (4:3) comparado con otros estándares de visualización.

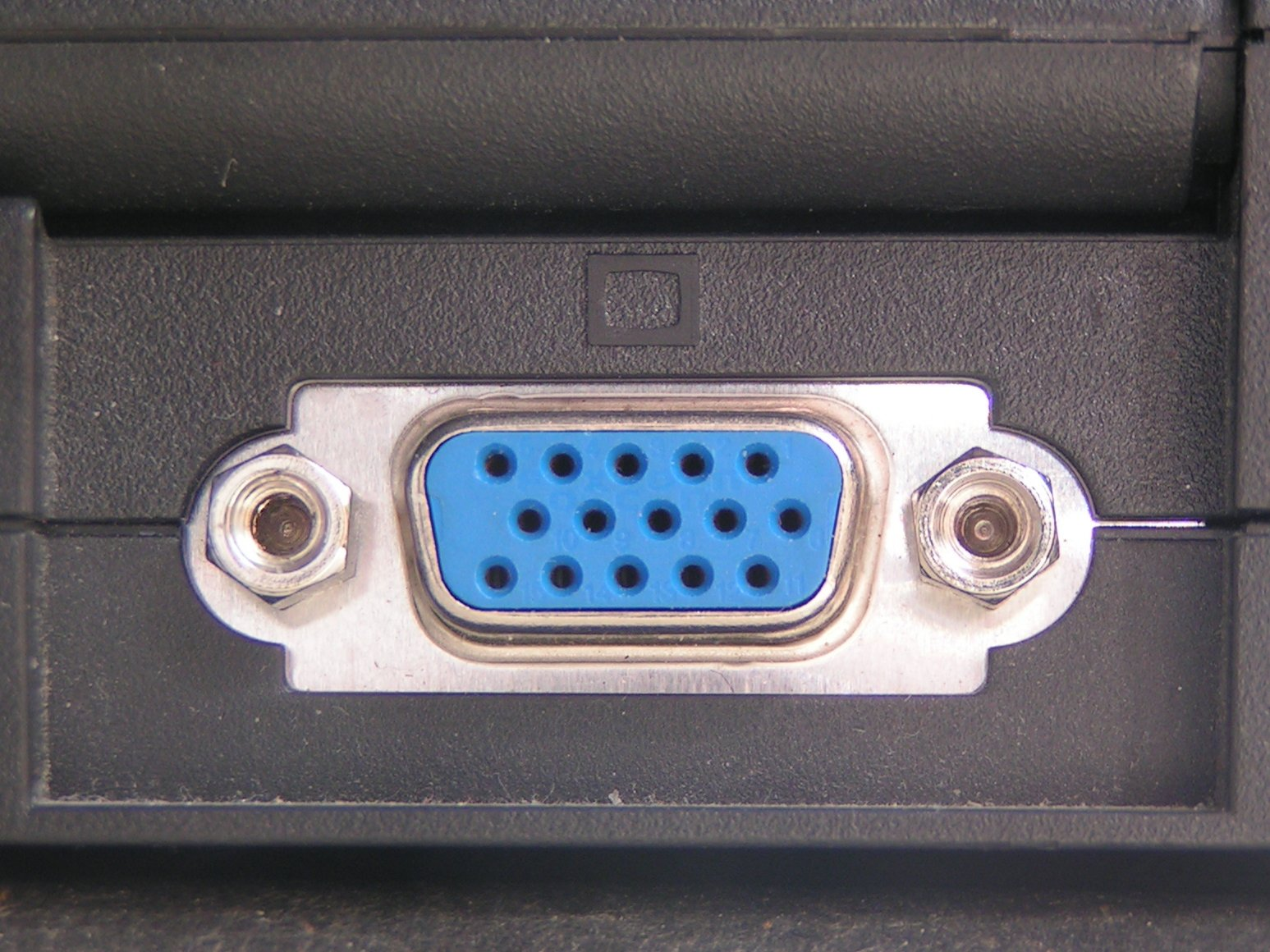
Puerto D-sub de 15 pines.

Super Video Graphics Array (SVGA), Super VGA o Dsub-15 es un término que cubre una amplia gama de estándares de visualización gráfica de computadoras, incluyendo tarjetas de video y monitores.
En 1987, cuando IBM lanzó al mercado el estándar VGA, muchos fabricantes manufacturaron tarjetas VGA clones. Luego, IBM crea el estándar XGA, que no es seguido por las demás compañías que comenzaron a crear tarjetas gráficas SVGA.
Las nuevas tarjetas SVGA de diferentes fabricantes no eran exactamente igual a nivel de hardware, lo que las hacía incompatibles. Los programas tenían dos alternativas: manejar la tarjeta de vídeo a través de llamadas estándar, lo cual era muy lento pero había compatibilidad con las diferentes tarjetas; o manejar la tarjeta directamente, lo cual era muy rápido y se podía acceder a toda la funcionalidad de ésta (modos gráficos, etc.), sin embargo, el programador tenía que hacer una rutina de acceso especial para cada tipo de tarjeta.
Poco después surgió Video Electronics Standards Association (VESA), un consorcio abierto para promover la interoperabilidad y definición de estándares entre los diferentes fabricantes. Entre otras cosas, VESA unificó el manejo de la interfaz del programa hacia la tarjeta, también desarrolló un bus con el mismo nombre para mejorar el rendimiento entre la computadora y la tarjeta. Unos años después, este bus sería sustituido por el PCI de Intel.
SVGA fue definido en 1989 y en su primera versión se estableció para una resolución de 800 × 600 píxeles y 4 bits de color por píxel, es decir, 3 bits de color (RGB) y 1 bit de transparencia (hasta 8 colores por píxel). Después fue ampliado rápidamente a los 1024 × 768 píxeles y 8 bits de color por píxel, y a otras mayores en los años siguientes.
Aunque el número de colores fue definido en la especificación original, esto pronto fue irrelevante (en contraste con los viejos estándares CGA y EGA), ya que la interfaz entre la tarjeta de vídeo y el monitor VGA o SVGA utiliza voltajes simples para indicar la profundidad de color deseada. En consecuencia, en cuanto al monitor se refiere, no hay límite teórico al número de colores distintos que pueden visualizarse, lo que se aplica a cualquier monitor VGA o SVGA.
Mientras que la salida de VGA o SVGA es analógica, los cálculos internos que la tarjeta de vídeo realiza para proporcionar estos voltajes de salida son enteramente digitales. Para aumentar el número de colores que un sistema de visualización SVGA puede producir, no se precisa ningún cambio en el monitor, pero la tarjeta vídeo necesita manejar números mucho más grandes y puede ser necesario rediseñarla desde el principio. Debido a esto, los principales fabricantes de chips gráficos empezaron a producir componentes para tarjetas de vídeo del alta densidad de color apenas unos meses después de la aparición de SVGA.
Sobre el papel, el SVGA original debía ser sustituido por el estándar XGA o SXGA, pero la industria pronto abandonó el plan de dar un nombre único a cada estándar superior y así, casi todos los sistemas de visualización hechos desde finales de los años 1980 hasta la actualidad se denominan “SVGA”.
Los fabricantes de monitores anuncian a veces sus productos como XGA o SXGA, pero esto no tiene ningún significado, ya que la mayoría de los monitores SVGA fabricados desde los años 1990 llegan y superan ampliamente el rendimiento de XGA o SXGA.